# Zweifel

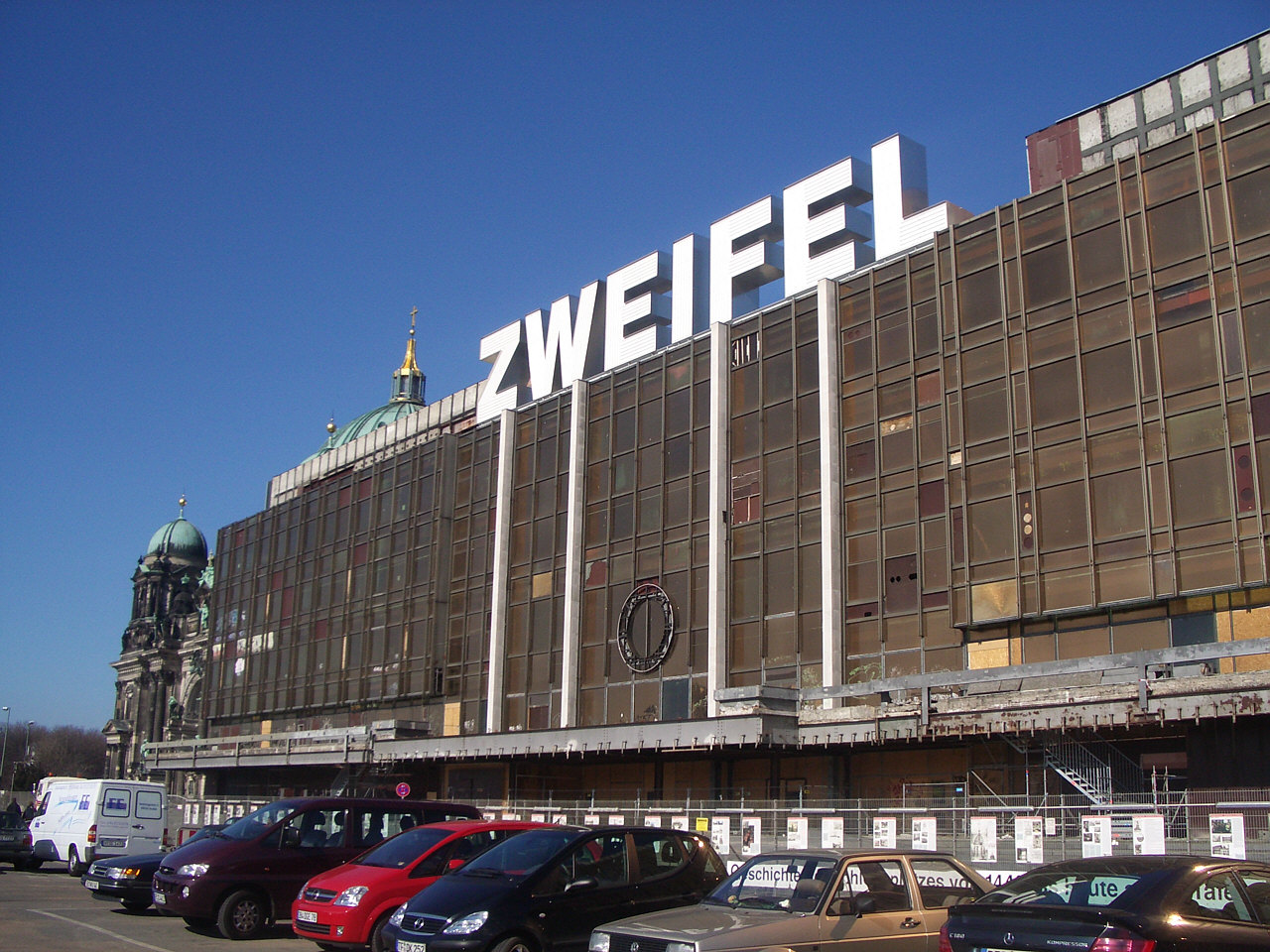
Installation von Lars Ramberg auf dem Berliner Palast der Republik vor dessen Abriss (2005)

Zweifel (mittelhochdeutsch zwîvel, althochdeutsch zwîval aus germanisch twîfla „doppelt, gespalten, zweifach, zwiefältig“) ist ein Zustand der Unentschiedenheit zwischen mehreren möglichen Annahmen, da entgegengesetzte oder unzureichende Gründe zu keinem sicheren Urteil oder einer Entscheidung führen können. Er wird auch als Unsicherheit in Bezug auf Vertrauen, Handeln, Entscheidungen, Glauben oder Behauptungen bzw. Vermutungen interpretiert. So definiert der Duden Zweifel als „Bedenken, schwankende Ungewissheit, ob jemandem, jemandes Äußerung zu glauben ist, ob ein Vorgehen, eine Handlung richtig und gut ist, ob etwas gelingen kann o. Ä.“ Skepsis (griech. sképsis = Betrachtung; Bedenken, zu: sképtesthai = schauen, spähen; betrachten) bezeichnet dagegen Bedenken durch kritisches Zweifeln. (Sextus Empiricus:„dem Leben absichtslos folgend“).
 Eislers Wörterbuch der philosophischen Begriffe definierte 1904:

„Zweifel (dubium, dubitatio) ist der (gefühlsmäßig charakterisierte) Zustand der Unentschiedenheit, des Schwankens zwischen mehreren Denkmotiven, deren keines das volle Übergewicht hat, so daß das Denken nicht durch objective Gründe bestimmt werden kann. Während der Skepticismus (s. d.) den absoluten Zweifel an der Erkenntnisfähigkeit des Menschen zum Princip macht, besteht der methodische Zweifel (doute méthodique) in der provisorischen Bezweiflung von allem, was noch nicht methodisch-kritisch festgestellt, gesichert erscheint.“

## Etymologie
Das Wort Zweifel (althochdeutsch zwival, gotisch 𐍄𐍅𐌴𐌹𐍆𐌻𐍃 tweifls) stammt von der Kompositionsform twi „zwei“ und dem Suffix -falt, das etymologisch mit dem heutigen Wort „Falte“ gleichzusetzen ist. Dies führte zur Wortbedeutung „zwiespältig“.
Skepsis, insbesondere für „Bedenken, misstrauische Vorsicht“, ist eine Übernahme aus altgriechisch σκέψις sképsis („Betrachtung, Überlegung, Untersuchung“) zu σκέπτεσθαι sképtesthai („umherschauen, sich umsehen, spähen, betrachten, erwägen, prüfen“), die erstmals vereinzelt in der zweiten Hälfte des 17. Jahrhunderts nachgewiesen wurde und seit dem 19. Jahrhundert geläufig ist. Die von Montaigne wiedererweckte antike Skepsis ist eine Haltung, die alles fragwürdig macht, die aber auch alles fragwürdig lässt und die Möglichkeit von Gewissheit leugnet und so einen Gegensatz sowohl zu Glauben als auch zu Wissen darstellt. Das Adjektiv skeptisch für „zweifelnd, bedenklich, misstrauisch, kühl abwägend“ wurde im 18. Jahrhundert von griechisch σκεπτικός skeptikós („nachdenkend, überprüfend“) entlehnt. Das Substantiv Skeptiker steht für jemanden, der zweifelt, immer misstrauische Vorbehalte hat. Anhänger oder Vertreter des Skeptizismus wurden seit dem 17. Jahrhundert als Vertreter agnostizistischer philosophischer Richtungen betrachtet. Bereits seit dem 16. Jahrhundert nannte man diese in deutschen Texten in der latinisierten Form Scepticus (Singular, im Plural Sceptici); Anfang des 18. Jahrhunderts wurde der Ausdruck zu Skeptiker eingedeutscht.

## Bewertung
In der voraufklärerischen Werteordnung galt Zweifel sowohl als Sünde (Desperatio) wie auch als Übel, das schnell beseitigt werden sollte und als Dauerzustand zur Verzweiflung führe. In der Aufklärung erhielt der Zweifel eine Aufwertung und gilt seither als Voraussetzung allen Erkenntnisfortschritts. Erkenntnistheoretiker weisen darauf hin, dass die Bedingung der Möglichkeit von Zweifel der Glaube an (eine) Wahrheit ist. Insbesondere Descartes erhob den Zweifel als philosophische Methode, die er in seinem Werk Discours de la méthode postulierte. Er ging davon aus, dass man jeden Zweifel durch rationalistische Überlegungen entkräften kann.
Nach Charles S. Peirce – Begründer des Pragmatizismus – ist „die Erregung des Zweifels das einzig unmittelbare Motiv für den Kampf um die Überzeugung“. Damit ist gemeint, dass die Überzeugung eine Handlung hervorruft, die unsere Wünsche befriedigt. Wenn eine andere Überzeugung auftritt, die eben nicht die Wünsche befriedigt, dann tritt der Zweifel in Aktion, der die unerwünschte Überzeugung ablehnt, sprich bezweifelt. Darum bezeichnet Peirce auch, dass der Zweifel ein „Unbehagen und eine Unzufriedenheit“ ausdrückt, wovon man sich befreien will, um zur „Ruhe und Zufriedenheit“ (Überzeugung) zu gelangen.
Im wissenschaftlichen, philosophischen und praktischen Denken der Gegenwart spielt der Zweifel eine wichtige Rolle, weil er das Denken in Bewegung hält. Ohne Zweifeln sei keine Erkenntnis möglich.